# Mohamed Khoutir Ziti
Mohamed Khoutir Ziti (en arabe : محمد خثير زيتي) , né le 19 avril 1989 à Sétif, est un footballeur international algérien, évoluant au poste d'arrière droit à l'ES Sétif.
Il compte deux sélections en équipe nationale depuis 2015.

## Biographie

### Carrière en club
Il commence sa carrière sportive à la JS Kabylie en 2009 et y reste deux saisons en totalisant 40 matchs et marquant à deux reprises. Il est repéré en 2011 par le CS Constantine et joue 25 matchs dans ce club pendant une saison où il compte trois fois. Par la suite, il retourne dans sa ville d'origine et joue deux saisons à l'ES Sétif, pour 74 matchs et 5 buts. Par la suite, il retourne dans son premier club professionnel; la JS Kabylie.[réf. nécessaire]

### Carrière en équipe nationale
Mohamed Ziti est appelé pour la première fois en équipe nationale algérienne par Christian Gourcuff en octobre 2014. Ce dernier fait appel à ses services pour la double confrontation face au Malawi comptant pour la qualification à la Coupe d'Afrique des nations 2015 au Maroc.

## Statistiques

### Matchs internationaux
Le tableau suivant liste les rencontres de l'équipe d'Algérie dans lesquelles Mohamed Ziti a été sélectionné du 13 octobre 2015 à ce jour.

## Palmarès
- Champion d'Algérie en 2013 et 2017 avec l'ES Sétif.
- Vainqueur de la coupe d'Algérie en 2011 avec la JS Kabylie.
- Finaliste de la coupe d'Algérie en 2017 avec l'ES Sétif.
- Vainqueur de la supercoupe d'Algérie en 2013 et 2017 avec l'ES Sétif.

- Vainqueur du tournoi de l'UNAF en 2010 avec l'équipe d'Algérie espoirs.